# Thor og færgemanden
| Thor truer og Gråskæg tirrer. Illustration af W.G. Collingwood (1908) |  | Thor truer og Gråskæg tirrer. Illustration af W.G. Collingwood (1908) |
| Thor truer og Gråskæg tirrer. Illustration af W.G. Collingwood (1908) |  |                                                                       |

Hárbarðsljóð eller Kvadet om Gråskæg findes i den ældre Edda.
Thor kommer på sin vandring til et vandløb hvor en temmelig fræk færgekarl – Gråskæg alias Odin i forklædning – nægter at
færge ham over. Det udvikler sig til en prale- og spottedialog, hvor Thor praler af de jætter han har dræbt (Rungner, Tjasse m.fl.), mens færgekarlen tirrer ham ved bl.a. at drage hans erotiske formåen i tvivl og fortælle ham at hans kone Sif er ham utro.
Som altid når Thor skal drilles, bliver historien om hans ophold i tommelfingeren på Skrymers handske trukket frem: dér sad Thor og turde hverken nyse eller fise af frygt for at Fjalar skulle høre ham. Hvem skulle have troet det om Thor?